# Stensved
Stensved er en by på Sydsjælland med 1.564 indbyggere  (2024), beliggende 17 km syd for Præstø, 10 km vest for Kalvehave, 5 km vest for Langebæk og 10 km øst for Vordingborg. Byen hører til Vordingborg Kommune og ligger i Region Sjælland. I 1970-2006 hørte byen til Langebæk Kommune.
Stensved hører til Stensby Sogn, som i 1979 blev udskilt fra Kalvehave Sogn som selvstændigt sogn. "Peterskirken" i Stensby 3 km sydøst for Stensved blev indviet i 1891.

## Kasernen
2½ km nordøst for byen ligger Radarstation Skovhuse, og i byen lå Stensved Kaserne, oprindeligt for Flyvevåbnet. I 1983-2013 brugte Hjemmeværnet den. I 2022 blev der i kasernen oprettet sognegård for Stensby og de 3 omliggende sogne Kalvehave, Mern og Øster Egesborg. Stege-Vordingborg Provsti får også lokaler her. Der er også mulighed for at foreninger kan leje sig ind.

## Faciliteter
- Kulsbjerg Skole har ca. 635 elever, fordelt på 3 afdelinger: Stensved med 373 elever, fordelt på 0.-9. klassetrin, samt Nyråd med 192 og Mern med 70 elever. Alle 3 afdelinger har skoleklub for 0.-6. årgang.[3]
- Langebækhallen i Stensved er opført i 1993 og har navn efter Langebæk Kommune.[4]
- Børnehuset Elnas Minde ligger mellem Langebæk og Stensved.
- Byen har 2 supermarkeder, grillbar, læge og tandlæge.

## Historie
Stensved havde station på Kalvehavebanen (1897-1959), der gik mellem Vordingborg og Kalvehave. Stationen lå omtrent midt på banen og havde krydsnings- og læssespor. Stationsbygningen, der var tegnet af arkitekt Heinrich Wenck, er revet ned, og der er butikscenter på det gamle stationsterræn.
I 1898 beskrives Stensved således: "Stensved Skole, Andelsmejeri og Station paa Kallehave Banen".